# Charles Powell
Charles Edwin Powell (Houston, Texas, 5 de Abril de 1963) é um ator estadunidense, mais conhecido por seu trabalho na séries de televisão 15/Love como Harold Bates, e Popular Mechanics for Kids como Charlie.

## Filmografia

### Televisão
- 2005 15/Love como Pres. Harold Bates
- 2003 Largo Winch como Michel Cardignac
- 2000 Popular Mechanics for Kids como Charlie
- 2000 L' Ombre de l'épervier II como Bob Dugay
- 1999 Misguided Angels como Martin
- 1998 Lassie como Billy Dunbar
- 1996 Chercheurs d'or como Constable Henry
- 1994 Sirens como Gary

### Cinema
- 2008 Among the Shadows como Andy
- 2007 Ghost Town: The Movie como Victor Burnett
- 2007 Synapse como Dr. Russell Sterling
- 2006 The 8th Plague como Curtis
- 2003 Jericho Mansions como Robert
- 2003 Lost Junction como Porter
- 2002 Fear of the Dark como Eric Billings
- 2000 Stardom como Terry Pfizer
- 2000 Believe como Courtney Hartney
- 2000 Into My Arms como Edwin
- 2000 Xchange como Quayle Scott
- 1999 The Intruder como Nick Girard
- 1999 Grey Owl como Walter Perry
- 1999 Eye of the Beholder como Owen
- 1999 Time at the Top como Det. Gagin
- 1999 Nightmare Man como Davis
- 1999 Requiem for Murder como James Clouder
- 1998 Provocateur como Técnico Felder
- 1998 Airspeed como Jeff
- 1998 When Justice Fails como Josh
- 1997 Affliction como Jimmy Dane
- 1997 For Hire como Joe Watson
- 1997 Souleyad como Charles
- 1996 2 Mayhem 3 como Case
- 1995 Screamers como Ross
- 1995 War at Sea como John Waters
- 1995 New Gold Dream como Johnny Dowd